# Roger Kay
Roger Kay (El Caire, 9 de desembre de 1921 – 18è districte de París, 3 de març de 2001) va ser un director de cinema francès.

## Biografia
Als 12 anys va venir a viure a París. Una trobada amb Louis Jouvet li va donar gust pel teatre. El 1941, es va traslladar als Estats Units on va començar a dirigir. Va tornar a París el 1977.

## Filmografia
Cinema
- 1962 : The Cabinet of Caligari de Roger Kay[3]
- 1981 : La Puce et le Privé

Televisió
- 1956 : The Ford Television Theatre (2 episodis)
- 1956 : Warner Brothers Presents (1 episodi)
- 1956 : Conflict (1 episodi)
- 1958 : Harbor Command (1 episodi)
- 1958 : Panic (1 episodi)
- 1959-1960 : Les Incorruptibles (3 episodis)
- 1960 : Route 66 (2 episodis)
- 1960 : Naked City (1 episodi)